# Prokop Mima
Prokop Mima (ur. 7 lipca 1920 w Durrësie, zm. 18 sierpnia 1986 w Tiranie) – albański aktor pochodzenia wołoskiego.

## Życiorys
Po ukończeniu szkoły w Durres, a następnie w gimnazjum w Tiranie uzyskał stypendium, dzięki któremu wyjechał do Padwy, gdzie studiował farmację. Powrócił do Tirany w 1941 i rozpoczął pracę w Radiu Tirana. Karierę artystyczną rozpoczął w maju 1945 występując na scenie Teatru Ludowego (alb. Teatri Popullor), debiutując w inscenizacji dramatu Topaz (Topazi) Marcela Pagnola rolą Rogera de Berville.  Występował także w chórze, wraz z siostrą i bratem. W 1951 rozpoczął służbę wojskową, a po jej zakończeniu nie mógł powrócić do Teatru Ludowego. Przeniósł się do Gjirokastry, gdzie występował na scenie estradowej. Powrócił do Teatru Ludowego w 1954. Zagrał 80 ról na scenie teatralnej. W 1976 został zmuszony do przejścia na emeryturę. 
W 1975 zadebiutował w filmie rolą generała niemieckiego w filmie Gjenerali i ushtrisë së vdekur. Wystąpił w czterech filmach fabularnych.
Przez władze Albanii został uhonorowany tytułem Zasłużonego Artysty (alb. Artist i Merituar). Imię aktora nosi ulica w Tiranie (dzielnica Tirana e Re).

## Role filmowe
- 1975: Gjenerali i ushtrisë së vdekur jako niemiecki generał
- 1979: Emblema e dikurshme jako Stefan
- 1980: Intendenti
- 1980: Vellezer dhe shoke jako Kiço

## Życie prywatne
Jego synem jest polityk Florjon Mima.